# ناتمام‌بینی‌ها
ناتمام‌بینی‌ها (نام علمی: Atelomycterus) نام یک سرده از تیره گربه‌کوسه است.